# Ali Akman
Ali Akman (Bursa, 18 de abril del 2002) es un futbolista turco que juega de delantero en el Ankara Keçiörengücü de la TFF Primera División.

## Trayectoria
Akman comenzó su carrera deportiva en el Bursaspor turco, y en verano de 2021 fichó por el equipo alemán Eintracht Fráncfort, que lo cedió al NEC Nimega unas semanas después de su llegada. La siguiente campaña fue prestado al Göztepe S. K. y en agosto de 2023 se marchó definitivamente al F. C. V. Dender E. H.
En enero de 2025 regresó a Turquía después de fichar por el Çorum F. K. Seis meses después se llegó a un acuerdo para su marcha al Ankara Keçiörengücü.

## Selección nacional
Akman fue internacional sub-15, sub-16, sub-17, sub-18, sub-19 y sub-21 con la selección de fútbol de Turquía.

## Clubes
| Club                   | País         | Año       |
| ---------------------- | ------------ | --------- |
| Bursaspor              | Turquía      | 2019-2021 |
| Eintracht Fráncfort    | Alemania     | 2021-2023 |
| NEC Nimega (cedido)    | Países Bajos | 2021-2022 |
| Göztepe S. K. (cedido) | Turquía      | 2022-2023 |
| F. C. V. Dender E. H.  | Bélgica      | 2023-2025 |
| Çorum F. K.            | Turquía      | 2025      |
| Ankara Keçiörengücü    | Turquía      | 2025-     |